# José Pardo y Barreda
José Pardo y Barreda (født 24. februar 1864, død 3. august 1947) var Perus præsident i 1904-08 og i 1915-19.
Han var søn af den tidligere præsident, Manuel Pardo. Før han vandt præsidentvalget i 1904 var han udenrigsminister og premierminister . I 1919 blev han væltet af Augusto B. Leguía y Salcedo ved et statskup og måtte gå i eksil.